# Crassula corallina
Crassula corallina (L.f., 1782) è una pianta succulenta appartenente alla famiglia delle Crassulaceae, originaria di Sudafrica e Namibia.
L'epiteto specifico corallina, che deriva dal latino corallinus ossia "come il corallo", è stato scelto per il tipico colore rossastro che la pianta assume durante i periodi di siccità, appunto simile alla colorazione del corallo.

## Descrizione

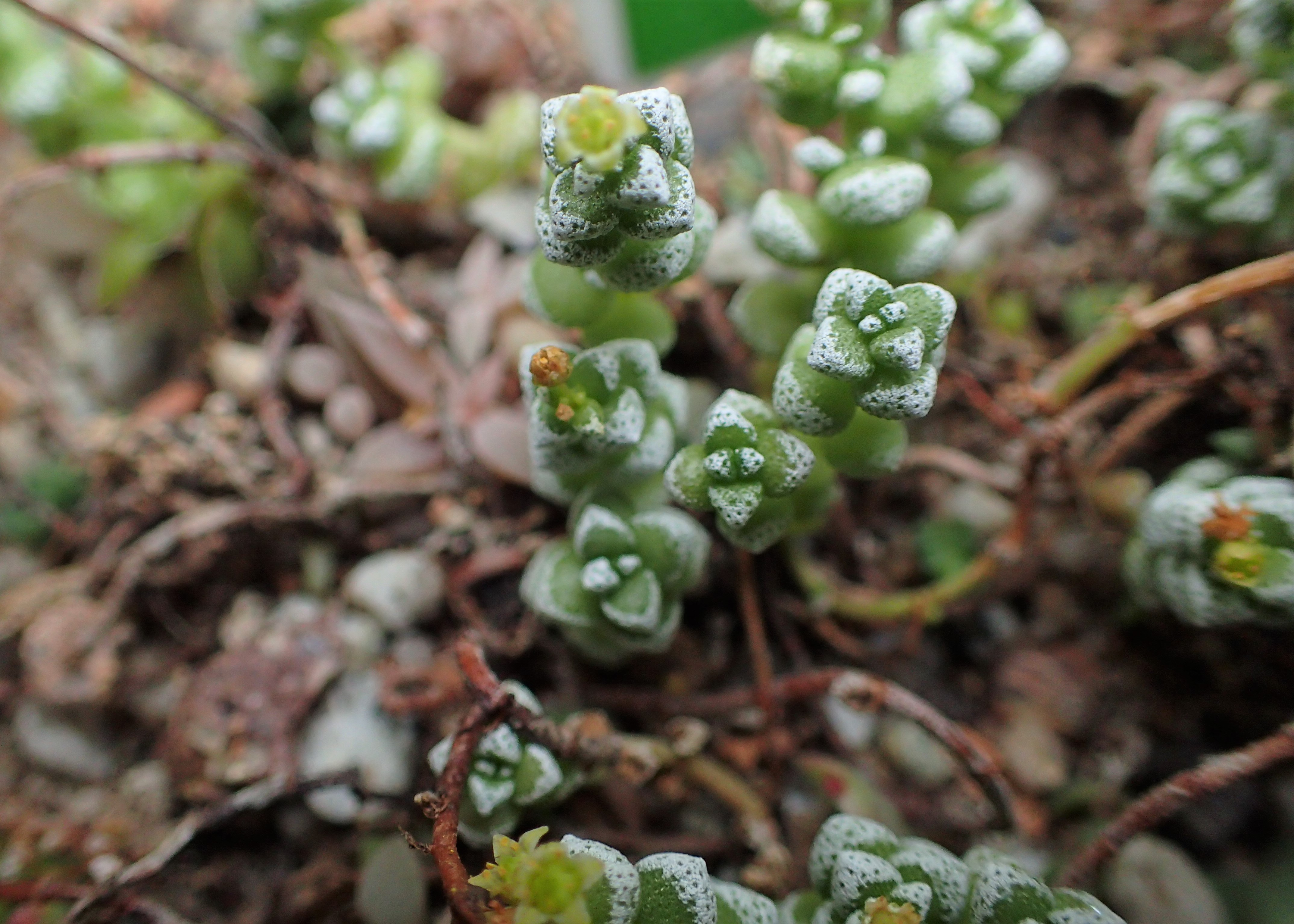
Foglie e fiori di C. corallina.

C. corallina è una pianta perenne di piccole dimensioni che forma tappeti erbosi, formata da steli eretti o striscianti che possono raggiungere gli 8 centimetri d'altezza e che ramificano generalmente dalla base. L'apparato radicale è composto di una radice principale, di circa 2 millimetri in diametro, e delle fini radici avventizie di tipo fascicolato che si sviluppano a partire dai singoli nodi.
Le caratteristiche foglie, sessili e disposte a coppie, misurano circa 3–5 mm in lunghezza per 2–3 mm in larghezza, hanno forma da obovata ad ellittica, a volte romboide, profilo biconvesso ed estremità obovate e bruscamente rastremate. Presentano una base da cuneata a subpicciolata, punte da subacute ad ottuse e sono di colore da grigio-verde a bruno-grigiastro. La peculiare superficie è verrucosa e, desquamandosi, assume un aspetto ceroso, polveroso agli apici, ed un colore verde-biancastro. Inoltre le foglie di C. corallina sono molto fragili, staccandosi dallo stelo al semplice tocco, similmente a molte specie appartenenti al genere Sedum, al quale la pianta assomiglia anche per il portamento.
Le infiorescenze, singole oppure a tirso o corimbo dalla forma ad umbella, si sviluppano in posizione terminale durante la stagione estiva.
I fiori, fino a 5 per infiorescenza e sessili, presentano dei sepali, lunghi 1–2 mm, glabri e leggermente carnosi, di colore grigiastro, dalla forma triangolare e gli apici smussati. La corolla invece, dalla forma urceolata, è di colore bianco o crema e composta da petali di forma ad oblunga ad oblanceolata. Questi sono brevemente fusi tra loro alla base ed hanno le estremità, di forma arrotondata, ricurve. Gli stami, lunghi 1,5–2 mm, presentano delle antere di colore giallo sorrette da un corto filamento eretto, a volte completamente assente.

## Distribuzione e habitat
C. corallina è una specie originaria di una vasta area dell'Africa Meridionale e che comprende, nello specifico, la provincia dello Stato libero e le tre Province del Capo, in Sudafrica, e la regione di ǁKaras, in Namibia.
Nel suo areale, prevalentemente desertico, è diffusa in particolare su affioramenti di quarzite e sottoposta a forti escursioni termiche, con temperature sopra i 40 °C d'estate e la possibilità di essere ricoperta da precipitazioni nevose durante la stagione invernale.

## Tassonomia

### Sottospecie
Al momento, oltre alla pianta in sé, è accettata una sola sottospecie:
- Crassula corallina subsp. macrorrhiza (Toelken, 1975)[11]

Per indicare la specie principale viene talvolta utilizzato il nome C. corallina  subsp. corallina.

#### Crassula corallinasubsp.macrorrhiza

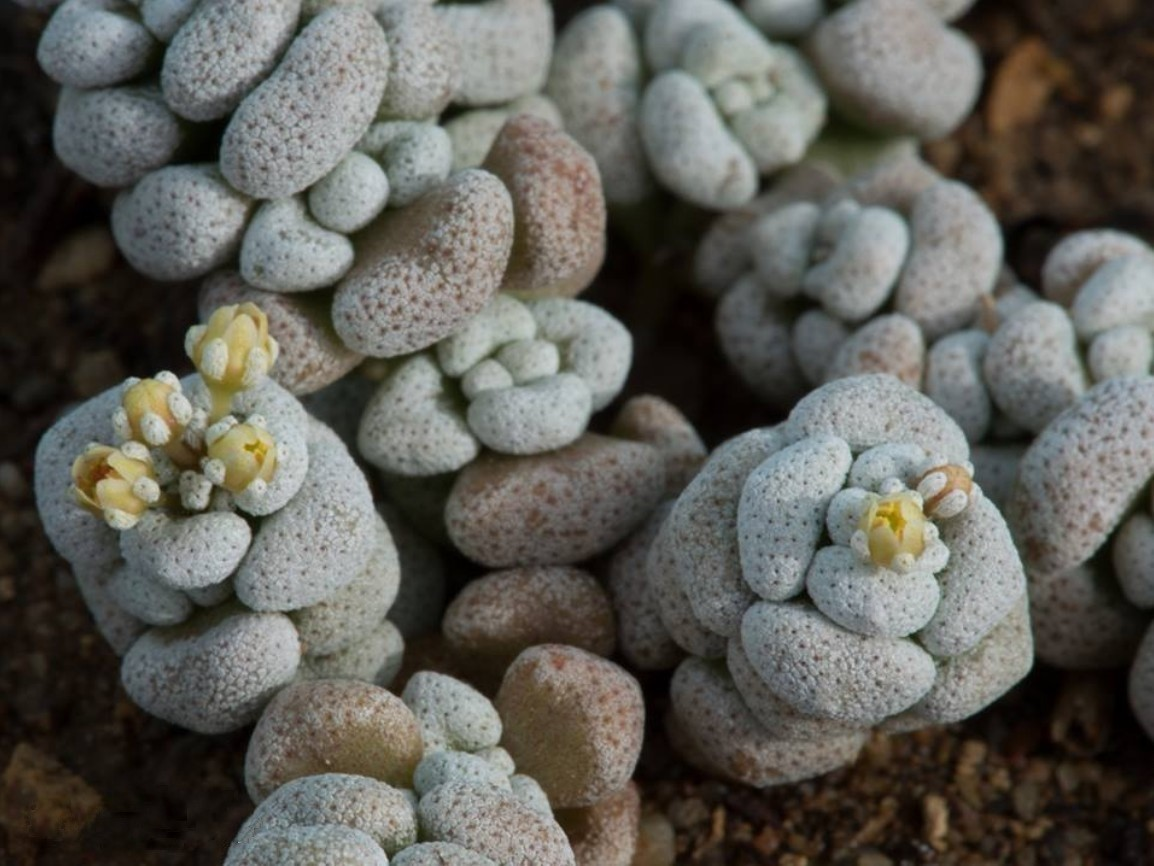
Dettaglio di foglie e fiori di C. corallina subsp. macrorrhiza.

C. corallina subsp. macrorrhiza è l'unica sottospecie di C. corallina, diffusa in un areale più ristretto tra Namibia meridionale e la Provincia del Capo Settentrionale, in Sudafrica.
La principale differenza rispetto alla specie in sé si ritrova nell'apparato radicale, costituito infatti da un radice centrale a tubero, anche se vi è una certa variabilità tra gli individui, che possono presentare caratteristiche intermedie tra le due sottospecie.
Inoltre le foglie, più carnose, hanno una forma generalmente obovato-triangolare, misurando 4–5 mm in lunghezza per 3,5–5 mm in larghezza, e presentano delle punte arrotondate.
I fiori sono esclusivamente sessili e gli stigmi, invece che terminali, si sviluppano in posizione laterale.
Sinonimo è anche la denominazione Creusa corallina subsp. macrorrhiza ((Toelken) P.V.Heath, 1975).

## Coltivazione
In genere le Crassula richiedono un terreno povero di componente organica e ricco di minerali, ben drenante in modo da evitare i ristagni idrici che potrebbero uccidere la pianta. Annaffiare solo a terreno ben secco.
È una pianta originaria di aree incluse nelle USDA Hardiness Zones da 10a ad 11b, pertanto non dovrebbe essere esposta a temperature inferiori a 10 °C e comunque mai al di sotto dei -1,1 °C. Preferisce difatti una posizione soleggiata ed essendo una specie di ridotte dimensioni è consigliata la coltivazione in vaso.